# Eucalyptus obliqua
Espèce
Classification phylogénétique
Eucalyptus obliqua, le stringybark messmate, est une espèce de plantes à fleurs du genre Eucalyptus et de la famille des Myrtaceae. C'est un arbre de type stringybark originaire du sud-est de l'Australie.

## Description
Il peut approcher 90 mètres de hauteur et trois mètres de diamètre. Il a une bonne résistance au feu et, dans les zones de brûlis, il peut avoir un aspect de mallee. Il a une écorce épaisse, rugueuse, filandreuse et des feuilles d'un vert brillant de 6 à 22 centimètres de long et de 1,5 à 7 centimètres de large. Les inflorescences sont composées de 7 à 15 fleurs blanches. Les fruits sont en forme de tonneau. Actuellement, le plus grand spécimen connu fait 86 m de hauteur et se trouve en Tasmanie. Jadis, des arpenteurs agréés ont mesuré des arbres de 98,8 m de hauteur.

## Taxonomie
E. obliqua a la caractéristique taxonomique d'avoir été la première espèce d'Eucalyptus découverte et publiée. Il a été recueilli pour la première fois en 1777 lors de la troisième expédition de James Cook par le botaniste David Nelson qui a recueilli son échantillon sur l'île Bruny, une île de Tasmanie. Ce spécimen a été envoyé au British Museum à Londres où il a été examiné par le botaniste français Charles Louis L'Héritier de Brutelle. L'Héritier l'a utilisé comme type d'un genre nouveau qu'il a publié en 1788. Il a nommé le genre Eucalyptus du grec « eu » (« bon, bien ») et « calyptos » (« couverts ») en référence à la capsule qui recouvre le bourgeon floral. Il lui a donné l'épithète spécifique obliqua (du latin obliquus) (« oblique »), en référence à la forme incurvée des feuilles.
L'espèce a un très grand nombre de synonymes:
- Eucalyptus nervosa Miq. nom. illeg.
- Eucalyptus fabrorum Schltdl.
- Eucalyptus falcifolia Miq.
- Eucalyptus pallens DC.
- Eucalyptus heterophylla Miq.
- Eucalyptus procera Dehnh.
- Eucalyptus obliqua var. degressa Blakely
- Eucalyptus obliqua var. megacarpa Blakely
- Eucalyptus obliqua L.Her. var. obliqua

## Distribution et habitat
E. obliqua est très répandu dans les zones fraîches du sud de l'Australie orientale. On le trouve depuis Kangaroo Island, le sud-est de l' Australie-Méridionale, le Victoria et la Tasmanie, mais surtout sur les plateaux de l'est de la Nouvelle-Galles du Sud, avec quelques populations qui s'étendent jusque dans le sud du Queensland. Ainsi, il va de 28 à 43,5 degrés de latitude Sud. Il pousse du niveau de la mer jusqu'à des altitudes de 1200 mètres sur les plateaux du Nord de la Nouvelle-Galles du Sud. Il vit dans les régions au climat humide ou subhumide, avec des températures allant de froid à chaud, et des précipitations annuelles allant de 500 à 2400 millimètres. Il supporte des gelées d'hiver fréquentes, mais pas les grandes sécheresses.
Il pousse sur une large gamme de sols dans les zones montagneuses ou de collines. Dans les zones montagneuses fraîches, il forme des forêts d'eucalyptus avec d'autres espèces telles que Eucalyptus fastigata, Eucalyptus nitens, Eucalyptus cypellocarpa, Eucalyptus viminalis et Eucalyptus delegatensis.

## Utilisations
C'est l'un des plus importants feuillus d'Australie. Il est souvent vendu avec Eucalyptus regnans en tant que Vic Ash ou Tasmanian Oak. Il est légèrement plus dense qu' E. regnans – sa masse volumique varierait de 720 à 830 kg/m³ – et plus dur. L'aubier est brun pâle, le bois de cœur brun clair. Il a une texture régulière, avec des grains parfois imbriqués, et des anneaux bien marqués.
Le bois a une dureté et une solidité modérées et une faible durée de vie. Il se coupe facilement, et on peut facilement le travailler, le coller, le colorer et le cintrer. Il est principalement utilisé pour la production de pâte à papier et comme bois de construction (menuiserie, parquets et meubles).

## Galerie

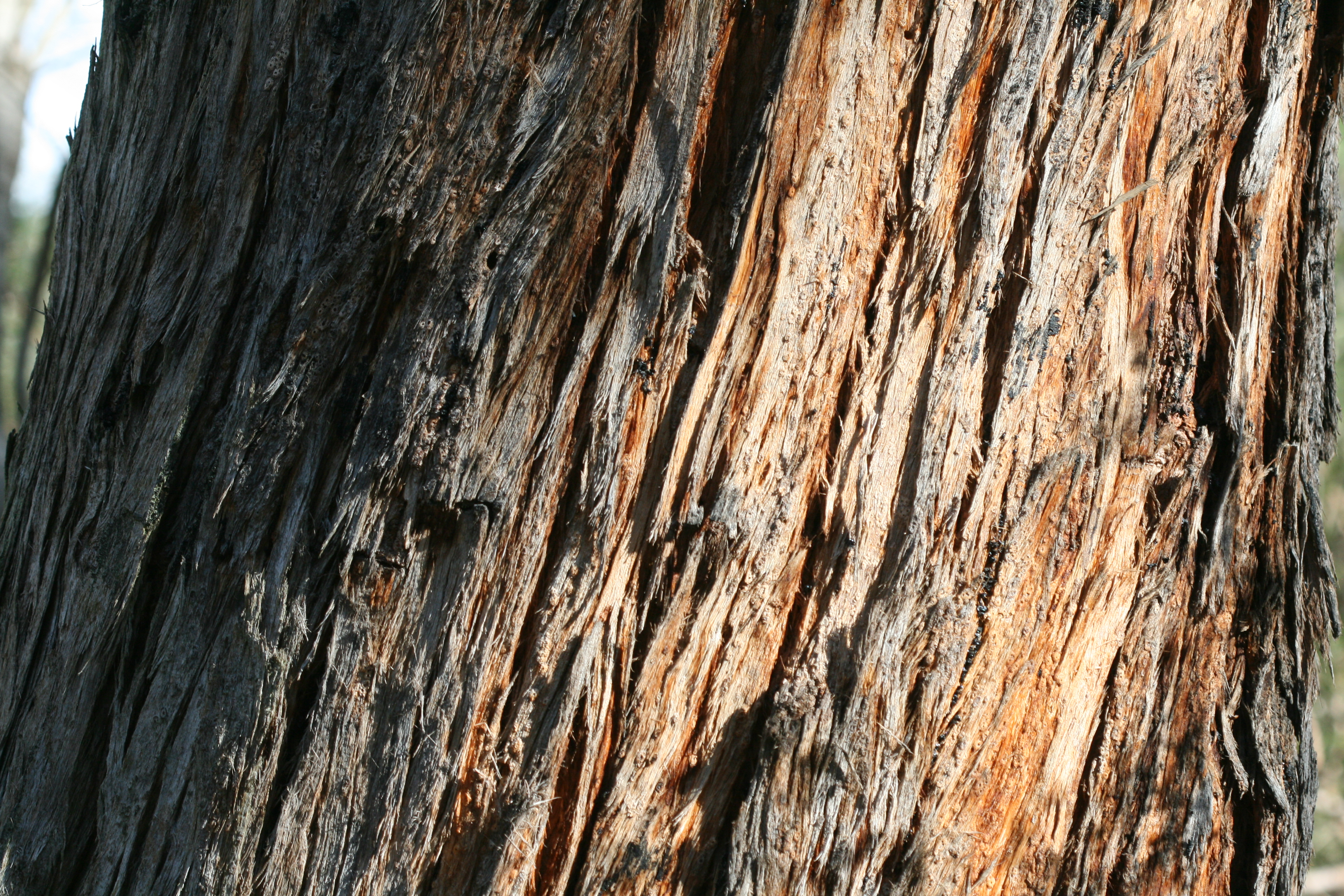
Écorce.
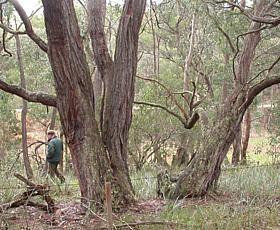
Eucalyptus obliqua en pied.